# William Roger Paton

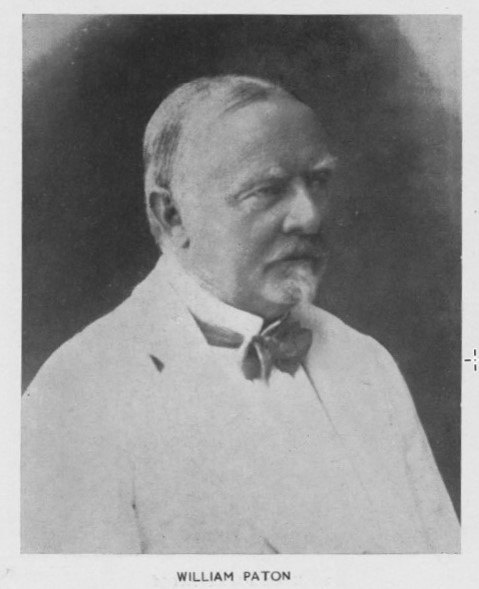
W. R. Paton

William Roger Paton (* 9. Februar 1857 in Old Machar bei Aberdeen; † 21. April 1921 in Vathy auf Samos) war ein schottischer Klassischer Philologe und Epigraphiker, der in Griechenland tätig war.

## Leben
William Roger Paton war der Sohn von John Paton und seiner Frau Eliza Deborah geb. Burnett. Er besuchte Eton College und studierte Klassische Philologie am Magdalen College der University of Oxford, wo Oscar Wilde zu seinen Mitstudenten zählte. Nach dem Studium ging Paton als Stipendiat der British School at Athens nach Griechenland und blieb dort sein Leben lang. 1885 heiratete er auf Kalymnos Irini Olympiti, die Tochter des Bürgermeisters, über deren Erbe er zu Landbesitz in Myndos kam. Paton lebte auf verschiedenen griechischen Inseln, unter anderem auf Chios und Lesbos, um seinen Söhnen den Besuch einer höheren Schule zu ermöglichen. Paton selbst beschäftigte sich mit archäologischen, epigraphischen und philologischen Projekten. Er trat auch mit Wissenschaftlern des Auslands in Kontakt. Das Deutsche Archäologische Institut wählte ihn 1893 zum korrespondierenden Mitglied, die Universität Halle verlieh ihm 1900 die philosophische Ehrendoktorwürde und 1908 wurde Paton Mitglied des Athenaeum Club in London.
Mit dem deutschen Philologen Ulrich von Wilamowitz-Moellendorff pflegte Paton einen langjährigen Briefwechsel. Er unterstützte ihn bei einigen Forschungsprojekten: Für die Inscriptiones Graecae prüfte er die Inschriften der ägäischen Inseln Lesbos und Tenedos, für die neue Plutarch-Ausgabe (zusammen mit Kurt Hubert, Wilhelm Nachstädt, Max Pohlenz, Wilhelm Sieveking und Hans Wegehaupt) untersuchte er mehrere Handschriften und edierte selbst zwei Bände der Moralia. Zu seinen bekanntesten Veröffentlichungen gehören seine Übersetzungen der Griechischen Anthologie und des Historikers Polybios für die Loeb Classical Library.

## Schriften (Auswahl)

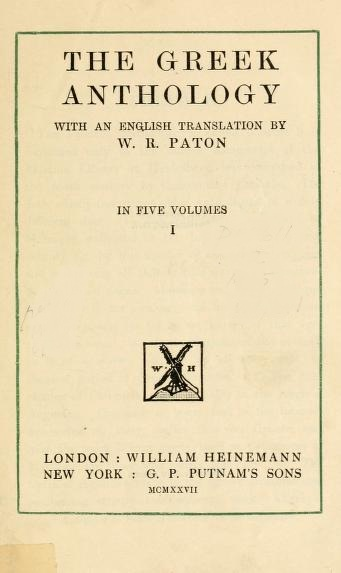
The Greek Anthology

- mit E. L. Hicks: The Inscriptions of Cos. Oxford 1891. Nachdruck Hildesheim 1990
- Plutarchi Pythici dialogi tres. Recensuit Guilhelmus R. Paton. Berlin 1893
- mit John Linton Myres: Karian sites and inscriptions. In: Journal of Hellenic Studies. Band 16 (1896), S. 188–271
- mit John Linton Myres: On some Karian and Hellenic oil-presses. In: Journal of hellenic Studies 18, 1898, S. 209–217
- Inscriptiones Graecae insularum maris Aegaei. Fasciculus II: Inscriptiones Lesbi, Nesi, Tenedi. Berlin 1899 (= Inscriptiones Graecae XII 2)
- The Greek Anthology. Fünf Bände, London/New York 1916–1918 (Loeb Classical Library)
- Polybius: The Histories. Sechs Bände, London/New York 1922–1927 (Loeb Classical Library L128; L137; L138; L159; L160; L161)
- Plutarchus: Moralia. Vol. 1. Recensuerunt et emendaverunt W. R. Paton et I. Wegehaupt. Praefationem scripsit M. Pohlenz. Leipzig 1925
- Plutarchus: Moralia. Vol. 3. Recensuerunt et emendaverunt W. R. Paton, M. Pohlenz et W. Sieveking. Leipzig 1929. Nachdruck 2001